# Frente de Libertação Nacional (Iémen do Sul)
A Frente de Libertação Nacional (em árabe: الجبهة القوميّة), ou FLN, foi uma organização guerrilheira marxista atuando na Federação da Arábia do Sul (atualmente o sul do Iémen) durante a Emergência de Áden. Aquando da Guerra Civil do Iêmen do Norte, a luta expandiu-se para o (futuro) Iémen do Sul, com a tentativa do Reino Unido de estabelecer um protetorado autónomo designado como Federação da Arábia do Sul. Após a retirada dos britânicos, a FLN tomou o poder, afastando os seus rivais da Frente de Libertação do Iémen do Sul Ocupado (FLISO, nacionalista pan-árabe). Nos anos seguintes, a FLN reorganizou-se como o Partido Socialista Iemenita, e estabeleceu um regime marxista-leninista de partido único, a República Democrática Popular do Iémen (usualmente designado por Iémen do Sul).